# 一木剛太郎
一木 剛太郎（いちき ごうたろう、1949年12月4日 - 2020年9月11日）は、日本の弁護士。森・濱田松本法律事務所パートナー、初代日本司法支援センター事務局長、法テラス東京所長、司法協会理事長等を歴任した。

## 人物・経歴
新潟県立高田高等学校を経て、一橋大学法学部3年次に旧司法試験に合格。大学卒業後、最高裁判所司法研修所修了。ワシントン大学法科大学院修了、LL.M.。ワシントン大学リサーチフェローを経て、濱田松本法律事務所パートナー。1996年第二東京弁護士会副会長、2000年日本弁護士連合会事務次長。法律扶助の問題に関心を持ち、日本司法支援センター設立に参画。2006年には初代日本司法支援センター本部事務局長に就任。2014年同東京地方事務所所長。2015年新日本電工株式会社取締役、2016年コカ・コーラウエスト株式会社取締役及びDBJプライベートリート投資法人監督役員就任。2017年一般財団法人司法協会理事長、コカ・コーラウエスト株式会社監査役。2018年株式会社ロッテホールディングス取締役、デンカ株式会社補欠監査役、司法アクセス推進協会会長。この間、最高裁判所一般規則制定諮問委員会幹事、LAWASIA東京大会2017運営会議副議長等も歴任した。2020年９月11日逝去。

## 著作
- 『法律事務所経営ガイド』（共著）弘文堂 1995年
- 「オーストラリアの法律扶助」自由と正義.46(6) 1995.06
- "Educating for Justice Around the World"Ashgate Publishing Limited,1999
- 「座談会 1999年日弁連活動と今後の課題」（共著）自由と正義.51(3) 2000.03
- 「法テラス(日本司法支援センター)の業務開始に向けて」法の苑(45) 2006.春
- 「民事司法アクセスの現状と展望」（共著）法律時報 2008年
- 「法人設立2周年を迎えた法テラス--その現状と課題」法務省大臣官房司法法制部 2008年
- 「弁護士へのアクセス」法と実務．Vol.9　司法改革の軌跡と展望　商事法務 2013年
- 「事業運営とサービスの提供者」『法テラスの10年 : 司法アクセスの歴史と展望』弁護士会館ブックセンター出版部LABO 2016年